# Europese kampioenschappen boksen vrouwen 2004
De Europese kampioenschappen boksen 2004 vonden plaats van 3 tot en met 10 oktober 2004 in Riccione, Italië. Het toernooi werd georganiseerd onder auspiciën van EABA. In deze derde editie van de Europese kampioenschappen boksen voor vrouwen streden 116 boksers uit 17 landen om de medailles in dertien gewichtscategorieën.

## Medailles
| Gewichtsklasse              | Goud               | Zilver              | Brons                                       |
| --------------------------- | ------------------ | ------------------- | ------------------------------------------- |
| Minimumgewicht (– 46 kg)    | Elena Sabitova     | Derya Aktop         | Carmela Chiacchio Camelia Negrea            |
| Lichtvlieggewicht (– 48 kg) | Tatiana Lebiediewa | Monika Csik         | Laura Tosti Beyham Karacioboglu             |
| Vlieggewicht (– 50 kg)      | Simona Galassi     | Viktoria Usatchenko | Hasibe ÖZer Diana Ungureanu                 |
| Supervlieggewicht (– 52 kg) | Floarea Lihet      | Sumeyra Kaya        | Loredana Piazza Audrey Garcia               |
| Bantamgewicht (– 54 kg)     | Mihalea Cijevschi  | Kari Jensen         | Ludmiła Hrycaj Jewgienia Grebienszczikowa   |
| Vedergewicht (– 57 kg)      | Marzia Davide      | Myriam Chomaz       | Zsuzsanna Szuknai Jelena Karpaczewa         |
| Lichtgewicht (– 60 kg)      | Gülsüm Tatar       | Eva Wahlström       | Anna Kasprzak Yuliya Nemtsova               |
| Halfweltergewicht (– 63 kg) | Vinni Skovgaard    | Cecilia Brækhus     | Anastasja Sawinowa Maria Karłowa            |
| Weltergewicht (– 66 kg)     | Irina Sinieckaja   | Anna Ingman         | Mehtap Bakis Larisa Pop                     |
| Halfmiddengewicht (– 70 kg) | Olga Sławinskaja   | Nurcan Carkci       | Karolina Łukasik Rachel Richter             |
| Middengewicht (– 75 kg)     | Anna Laurell       | Anita Ducza         | Emine Izkan Mihaela Marcut                  |
| Halfzwaargewicht (– 80 kg)  | Anżela Torska      | Galina Iwanowa      | Selma Yagci Ewa Piwowarska                  |
| Zwaargewicht (– 86 kg)      | Mária Kovács       | Anna Żeljuk         | Maria Yavorskaya Ekaterini Papakonstantinou |

## Medaillespiegel
| Plaats | Land        | Goud | Zilver | Brons | Totaal |
| 1      | Rusland     | 3    | 2      | 5     | 10     |
| 2      | Oekraïne    | 2    | 1      | 2     | 5      |
| 3      | Roemenië    | 2    | 0      | 4     | 6      |
| 4      | Italië      | 2    | 0      | 3     | 5      |
| 5      | Turkije     | 1    | 3      | 4     | 8      |
| 6      | Hongarije   | 1    | 2      | 1     | 4      |
| 7      | Zweden      | 1    | 1      | 0     | 2      |
| 8      | Denemarken  | 1    | 0      | 0     | 1      |
| 9      | Noorwegen   | 0    | 2      | 1     | 3      |
| 10     | Frankrijk   | 0    | 1      | 1     | 2      |
| 11     | Finland     | 0    | 1      | 0     | 1      |
| 12     | Polen       | 0    | 0      | 3     | 3      |
| 13     | Duitsland   | 0    | 0      | 1     | 1      |
| 13     | Griekenland | 0    | 0      | 1     | 1      |
| Totaal | Totaal      | 13   | 13     | 26    | 52     |

## Deelnemende landen
Er deden 116 boksers uit 17 landen mee aan het toernooi.
- Denemarken
- Duitsland
- Engeland
- Finland
- Frankrijk
- Griekenland
- Hongarije
- Ierland
- Italië
- Noorwegen
- Oekraïne
- Polen
- Roemenië
- Rusland
- Tsjechië
- Turkije
- Zweden